# Думбрэвяну, Виорика Васильевна
Виорика Васильевна Думбрэвяну (рум. Viorica Dumbrăveanu; род. 23 декабря 1976, Кишинёв, Молдавская ССР, СССР) — молдавский политик. Министр здравоохранения, труда и социальной защиты Республики Молдова с 14 ноября 2019 по 23 декабря 2020 года (и.о. с 23 по 31 декабря 2020 года). Советник Президента Республики Молдова по социальным вопросам с 29 июля по 14 ноября 2019 года. Магистр права.

## Биография
Родилась 23 декабря 1976 года в Кишинёве.
Училась в 1994—1997 гг. в Республиканском колледже информатики (Colegiul Republican de Informatică, в настоящее время — Centrul de Excelență în Informatică și Tehnologii, CEITI) на юридическом факультете по специальности общее право. В 1997—2001 гг. училась в Молдавском государственном университете с присуждением степени лиценциата по юриспруденции. В 2003 году получила степень магистра права, специализирующегося в области уголовного права и криминологии.
В 2002—2003 гг. работала старшим консультантом в Управлении социальной защиты Министерства труда и социальной защиты, в 2003—2005 гг. — начальницей отдела проблем семей с детьми в ситуации риска и равных возможностей, в 2005—2007 гг. — консультантом. В 2007—2008 гг. — начальница отдела защиты семьи и ребёнка Министерства социальной защиты, семьи и ребёнка, в 2008—2009 гг. — заместитель министра Ларисы Катринич, в 2009—2016 гг. — начальник отдела политики по защите семьи и прав ребенка, в 2016—2017 гг. — заместитель министра Руксанды Главан. В 2017 году назначена государственным секретарём по вопросам социальной защиты в Министерстве здравоохранения, труда и социальной защиты Республики Молдова.
С 23 июля по 14 ноября 2019 года — советник Президента Республики Молдова Игоря Додона по социальным вопросам.
С 14 ноября 2019 по 23 декабря 2020 года — министр здравоохранения, труда и социальной защиты Республики Молдова. 23 декабря 2020 года правительство Иона Кику подало в отставку, исполняла обязанности до 31 декабря 2020 года.
Владеет русским и английскими языками.

## Семья
Замужем. Имеет двух детей.

## Награды
В 2010 году награждена медалью «За гражданские заслуги».